# Banda del Río Salí
Banda del Río Salí är en kommunhuvudort i Argentina.   Den ligger i provinsen Tucumán, i den norra delen av landet, 1 100 kilometer nordväst om huvudstaden Buenos Aires. Banda del Río Salí ligger 431 meter över havet och antalet invånare är 63 226.
Terrängen runt Banda del Río Salí är platt, och sluttar söderut. Runt Banda del Río Salí är det ganska tätbefolkat, med 155 invånare per kvadratkilometer.. Närmaste större samhälle är San Miguel de Tucumán, 5,6 kilometer väster om Banda del Río Salí.
Runt Banda del Río Salí är det i huvudsak tätbebyggt.